# David Julián Levecq Vives
David Julián Levecq Vives (nascido em 15 de agosto de 1984) é um nadador paralímpico espanhol, natural da França.

## Carreira
Participou dos Jogos Paralímpicos de Verão de 2012, realizados em Londres, onde representou a Espanha.